# غواصة يو بي-13
يو بي-13 غواصة ألمانية من فئة يو بي1 خدمت في البحرية الإمبراطورية الألمانية خلال الحرب العالمية الأولى. على الأرجح غرقت الغواصة بواسطة لغم بريطاني في أبريل 1916. في أكتوبر 1914 تم وضعها في حوض بناء السفن إيه جي فيزر في بريمن في شهر نوفمبر.